# Egil Danielsen
Egil Danielsen   (Hamar, 9 de novembre de 1933 - Bergen, 28 de juliol de 2019) fou un atleta noruec, especialista en el llançament de javelina, que va competir durant les dècades de 1950 i 1960.
El 1956 va prendre part en els Jocs Olímpics d'Estiu de Melbourne, on va guanyar la medalla d'or en la prova del llançament de javelina del programa d'atletisme. En aquesta final Danielsen emprà una javelina de fusta. A la fi dels tres primers llançaments era sisè, motiu pel qual el seu amic polonès Janusz Sidło li va prestar la seva moderna javelina d'acer. Amb aquesta javelina Danielsen va establir un nou rècord mundial amb 85,71 metres i va guanyar la medalla d'or.
 Per la seva victòria olímpica i rècord mundial va ser escollit Esportista noruec de l'any 1956. Quatre anys més tard, als Jocs de Roma, no aconseguí classificar-se per la final de la mateixa prova.
En el seu palmarès també destaca una medalla de plata en la prova del llançament de javelina del Campionat d'Europa d'atletisme de 1958; així com cinc campionats nacionals entre 1953 i 1957. Es va retirar després dels Jocs de 1960, passant a treballar al cos de bombers de Hamar. A la dècada del 2000 fou candidat pel Partit dels Pensionistes de Noruega.

## Millors marques
- Llançament de javelina. 85,71 metres (1968)[9]